# Ursula Hennigfeld
Ursula Hennigfeld (* 28. Juli 1977 in Düsseldorf) ist eine deutsche Romanistin.

## Leben
Nach dem Magisterstudium der Fächer Romanistik und Germanistik in Düsseldorf, Clermont-Ferrand und Salamanca war sie von 2009 bis 2012 Juniorprofessorin für Romanische Philologie an der Albert-Ludwigs-Universität Freiburg. Von 2012 bis 2014 lehrte sie als W2-Professorin für Romanische Kulturwissenschaft an der Universität Osnabrück. Seit 2014 ist sie W3-Professorin für Romanistische Literatur- und Kulturwissenschaft an der Heinrich-Heine-Universität Düsseldorf.